# Hochschule für Wissenschaft und Technik Foshan
Die Hochschule für Wissenschaft und Technik Foshan (Chinesisch: 佛山科学技术学院, Pinyin: Fóshān Kēxué Jìshù Xuéyuàn), im englischen Sprachraum auch unter der Bezeichnung Foshan University bekannt, ist eine Hochschule in der Stadt Foshan der chinesischen Provinz Guangdong. Die Gründung erfolgte 1995.